# Kvarter (tidsenhed)
 For alternative betydninger, se Kvarter. (Se også artikler, som begynder med Kvarter)
Kvarter er en tidsenhed på 900 sekunder og betyder en kvart time.
En time består af 4 kvarter.
Et kvarter består af 15 minutter.